# Lidingöbanorna
Lidingöbanorna är ett samlingsbegrepp för Norra Lidingöbanan, Södra Lidingöbanan och Värtan-Lidingö Järnväg.